# John Berg
John Berg (n. Wichita Falls, Texas, Estados Unidos; 5 de abril de 1949 - f. Van Nuys, California, Estados Unidos; 15 de diciembre de 2007) fue un actor de cine y televisión estadounidense, que además de actuar tuvo muchos otros trabajos, recordado por su papel de embajador romulano en la película Star Trek: Nemesis (2002).

## Biografía
Jonh Berg nació en 1949 en Texas fruto del matrimonio formado por el Dr. C. Owen Berg, un delegado Demócrata que participó en los Convenios Nacionales de 1952 y 1956, y Evelyn van Emden Berg. Se graduó en Wichita Falls High School en 1967 y asistió a la Universidad de Chicago, a la Universidad de Tulane y a la School of Life.
A lo largo de su vida, tuvo numerosos puestos de trabajo, como el de gerente de un restaurante, gerente de un grupo de rock and roll, camarero, como DJ de Country Western en una estación de esquí, gerente de marketing en Crested Butte Colorado, asistente de producción de Wide World of Sports, escritor en publicaciones como Sports Illustrated y director financiero de una empresa de bienes raíces. También se convirtió en artista gráfico para Merrill Lynch en Nueva York, e hizo de voz en off en algunos trabajos para anuncios comerciales de radio y televisión, además de ser la voz de Dial-a-Pope.
John se convirtió en actor apareciendo en papeles recurrentes en las series General Hospital, The Bold and the Beautiful,  Port Charles, Passions y The Young & the Restles. Luego se mudó a Los Ángeles y se hizo cada vez más activo como actor apareciendo en películas como It could happen to you y Star Trek: némesis. 
Además de actuar, Berg fue un experto cantante aficionado, y un excelente golfista, esquiador, ciclista, trapecista, nadador y escalador de montaña. También fue un gran aficionado a los viajes: Visitó Havasu Falls y fue en un crucero a Estambul. Uno de los grandes logros de John en sus últimos años fue su ascensión al monte "Whitney", la montaña más alta del territorio continental de Estados Unidos, para lo que se preparó durante semanas.

## Carrera

### Filmografía
- 1994:  It could happen to you
- 2002: Star Trek: némesis ............ Senador Romulano
- 2004: Hold the Rice (cortometraje) ............. Gary Green
- 2007: Supreme Courtships ............... Philip Slater
- 2007: The Hope Chest (cortometraje) ................. El padre
- 2008: Pic Six (cortometraje póstumo) ................ El profesor

### Televisión
- 1979: General Hospital
- 1987: The Bold and the Beautiful
- 1991: Young and the Restless
- 1997: Port Charles
- 1998: Law & Order  ............. Dr. Zeid Weiss
- 1999: Passions
- 2002: The Jamie Kennedy Experiment
- 2002: The Guardian .............. Robbie Gersh
- 2002: The Practice .............. Illitch (analista criminal)
- 2003: Lucky
- 2003: The Handler................. Alex
- 2004: Summerland  ................. Max Winters
- 2004: The Division................ Jim Miller
- 2005: Boston Legal  .................. El juez Judge Hober
- 2005: Dr. House .................. Dr. Prather
- 2005: Kitchen Confidential................. cliente del Hot dog
- 2005: NCIS ..................  General Grant
- 2006 – 2007: Brothers & Sisters ................... El presidente de la Universidad
- 2007: Monk ................  Alfred, el invitado

## Etapa como activista político
Jonh adquirió un temprano interés en la política debido a la profesión de su padre. Hasta llegó a crear un blog por internet, exclusivamente para los debates y comentarios referidos a esos temas.
Creó un movimiento político por la paz mundial llamado "Unplug for Peace"" que animó a la gente a desconectarse de todo y escuchar el silbo apacible y delicado dentro de un día al mes con el fin de crear un mundo más pacífico. El esfuerzo fue respaldado por gente como Jean Houston (una de las principales fundadoras del Movimiento de Potencial Humano) y Mark Victor Hansen. El día marcado para llevar a cabo este acto fue el 28 de enero de 2008, coincidiendo con el 60 º aniversario de la muerte de Mahatma Gandhi, día que no llegaría a ver. John también fue muy activo en ayudar a otros a alcanzar la sobriedad y la paz en sus vidas.

## Suicidio
El 16 de diciembre de 2007, Jonh Berg se mató en su casa ubicada en la cuadra 6500 de la avenida Nagle en Van Nuys, California. El actor encendió su parrilla hibachi dentro de su dormitorio y murió asfixiado por la inhalación de monóxido de carbono. Tenía 58 años.